# Madona usmiljenja (Piero della Francesca)
Madona usmiljenja (italijansko Madonna della Misericordia) je del poliptiha Polittico della Misericordia in je slika, ohranjena v Mestnem muzeju v mestu Sansepolcro v deželi Toskana v Italiji. Slika je eno najzgodnejših del italijanskega renesančnega slikarja  Piera della Francesca, ki se je rodil v mestu. Osrednja plošča skupnega motiva je Devica usmiljena ali Madonna della Misericordia.
Leta 1445 je Compagnia della Misericordia, bratovščina Borgo San Sepolcro, naročila Pieru, rojenemu v mestu, da jim naslika poliptih. Po okusu tistega časa naj bi bil poliptih naslikan z dragocenimi barvami in pozlačenim ozadjem. Piero ni spoštoval triletnega roka, določenega v pogodbi - bil je zaposlen pri številnih drugih projektih. Poliptih je bil končan šele sedemnajst let kasneje, leta 1462.
Na najstarejši plošči na levi strani glavne plošče sta upodobljena sveti Boštjan in sv. Janez Krstnik. Panel svetega Boštjana prikazuje tesno povezavo z Masacciovimi akti, ki bi jih Piero videl že ob zgodnjem obisku Firenc. Piero je kasneje naslikal zunanje plošče timpanona; vključno z Križanjem v zgornjem središču, sv. Benediktom, angelom, Marijinim oznanjenjem in sv. Frančiškom ob straneh. Proti 1450 je končal figure sv. Andreja in sv. Bernardina. Predela s petimi prizori Jezusovega življenja so večinoma izdelali pomočniki.
Zadnji del poliptiha, ki je bil naslikan, je bila glavna osrednja plošča, na kateri je prikazana Madonna della Misericordia. Plošča prikazuje usmiljeno zaščitno gesto Madone, ki je svoje privržence oblekla v svoj plašč.
Piero rešuje težave pri ravnanju z ravnim, pozlačenim ozadjem, ki so ga zahtevali pokrovitelji tako, da je klečeče člane bratovščine (ki so naročili oltarno ploščo) postavil v realističen tridimenzionalen prostor, ki ga je ustvaril Madonin plašč, prostor podoben apsidi cerkve. Madona je še vedno upodobljena večje velikosti kot človeške figure, kar je tradicija srednjeveškega slikarstva. Popolnoma tridimenzionalna upodobitev figure, ki jo je navdihnil Masaccio in perspektivna študija, ki jo je navdihnil Brunelleschi, pa sta očitno renesančni.

Predela poliptiha